# Шумков, Герасим Егорович
Герасим Егорович Шумков (1873—1933) — российский военный врач, врач-психиатр, психолог, основоположник военной психологии в России, ученик Бехтерева Владимира Михайловича, офицер медицинской службы Русской императорской армии, участник Русско-японской войны. Профессор, заведующий Кафедры психиатрии, наркологии и медицинской психологии Пермского государственного медицинского университет.

## Биография

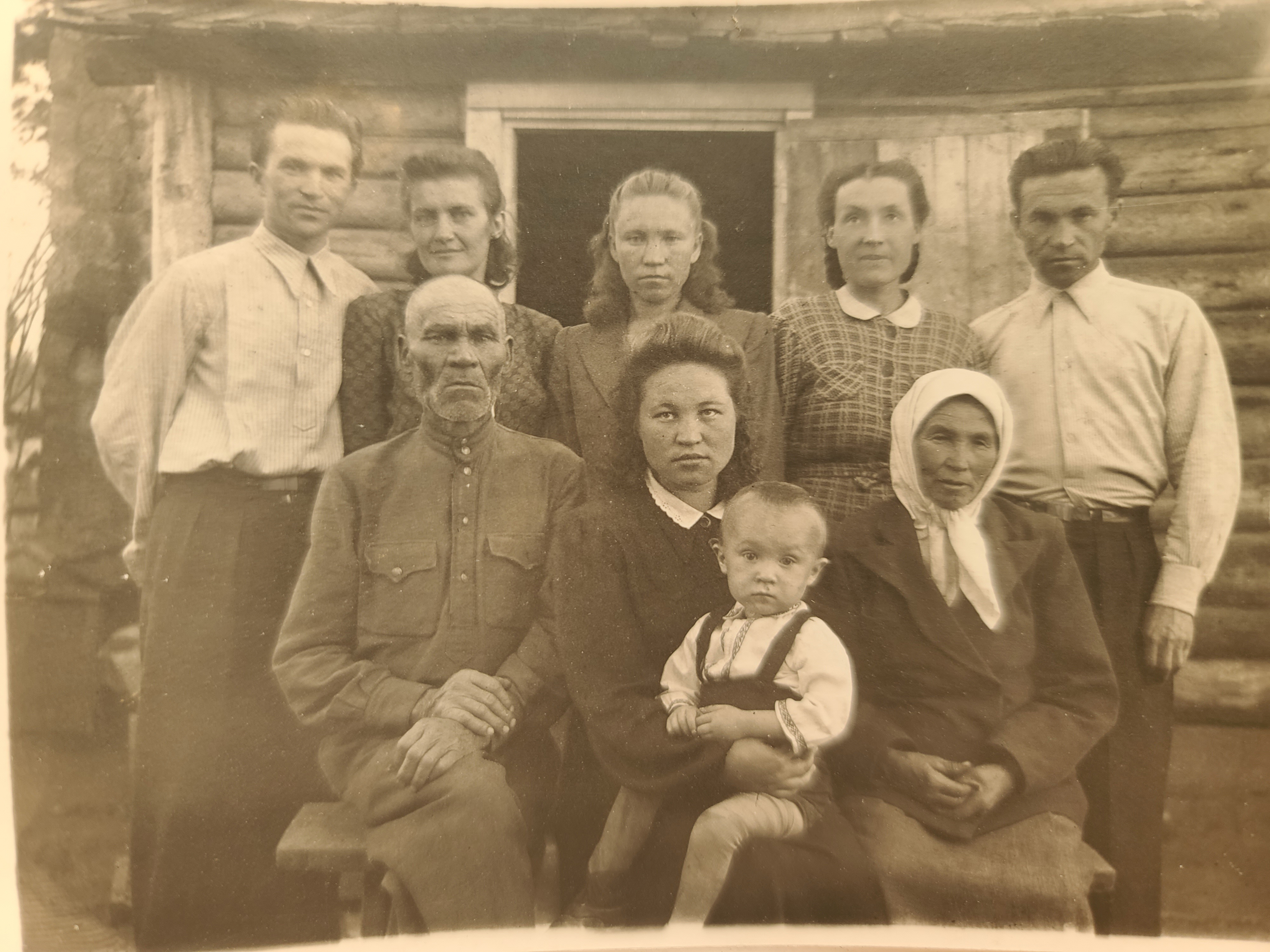
1910-е. Шумков Г. Е. (второй ряд слева), его двоюродный племянник Шумков С. А. (ребенок на первом ряду), отец Шумкова С. А. (второй ряд справа), дед Шумкова С. А. (первый ряд слева)

Шумков Герасим Егорович родился в Олонецкой губернии в 1873 году, в семье государственных крестьян, выходцев из свободных крестьян. Семья была весьма обеспеченная, что позволило дать Герасиму Егоровичу хорошее начальное образование, а впоследствии получить высшее образование. Г. Е. Шумков окончил медицинский факультет Киевского университета в 1890х годах (впоследствии этот факультет стал Киевским медицинским университетом). Работал в клинике нервных заболеваний, затем как военный врач-психиатр принимал участие в Русско-японской войне 1904—1905 годов.
Систематизировав полученные данные, Г. Е. Шумков пришёл к выводу о необходимости создании новой науки — военной психологии. После Русско-японской войны по инициативе Шумкова Г. Е. в Обществе «ревнителей военных знаний» был создан отдел военной психологии.
Под руководством В. М. Бехтерева Г. Е. Шумков защитил докторскую диссертацию в Императорской медико-хирургической академии, став в своих трудах не только учеником, но и последователем идей своего научного руководителя.
В 1920-х годах Шумков Г. Е. переехал из Ленинграда/Петрограда в Пермь по предложению Народного комиссариата просвещения РСФСР и стал профессором и заведующим Кафедрой психиатрии, наркологии и медицинской психологии Пермского государственного медицинского университета.
В 1931 году известный психиатр и опытный организатор, профессор Е.Р. Клевезаль вместе с Г.Е. Шумковым смог многое сделать по улучшению материальной базы Пермской психиатрической больницы, организации лечебного процесса, созданию тесных научных связей с Москвой и Ленинградом.

## Публикации

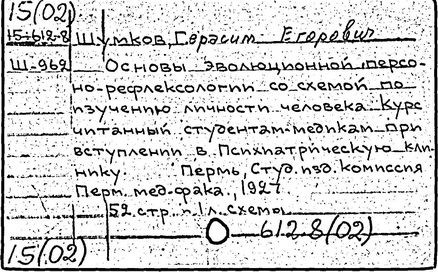
1927. Курс Шумкова Г. Е. в ПГМУ

Кроме диссертации «Воспроизведение двигательных раздражений в зависимости от истекшего времени» (Спб., 1909), Шумкову принадлежат многочисленные работы по:
- психиатрии;
- психофизиологии;
- военной психологии («Русский инвалид»: «Военная психология как наука», 1909 год; «Что такое военная психология», 1910 год; «Предмет и область военной психологии»). Были исследованы психические и психофизиологические состояния бойцов в условиях боевой обстановки, после окончания боя, а также состояния, возникающие под влиянием экстремальных факторов среды, которые также сопутствуют военным действиям («Психика бойцов во время сражений», 1905 год; «Душевное состояние воинов после боя» / «Военный сборник», 1914 год; «Психофизиологическое состояние воздухоплавателей во время полета» / «Военный сборник», 1912 год);

В этих работах Шумков занимался изучением психических явлений в условиях боя, разных аспектов военной психологии: психологии воинской деятельности мирного времени, боя и войны в целом; психологической подготовки различных категорий военнослужащих; особенностей психических состояний воинов в боевой обстановке; психологии управления личным составом в условиях боя и т. д.
Сочинения:
- Шумков Г. Е. Рассказы и наблюдения из настоящей Русско-японской войны. — Киев: Лито-типография Товарищества И. Н. Кушнерев и К°, 1905.
- Шумков Г. Е. Психика бойцов во время сражений. — СПб. — 51 с.
- Шумков Г. Е. Первые шаги психиатрии во время Русско-Японской войны, за 1904-1905 г. : Докл., чит. в заседании О-ва киев. врачей 28 окт. 1906 г.. — Киев: Тип. т-ва «Просвещение», 1907. — 59 с.

Список Публикаций:
- Список публикаций на Google citations[9]
- Список публикаций в мировых библиотеках[10]